# Callitris monticola
Callitris monticola là một loài thực vật hạt trần trong họ Cupressaceae. Loài này được J.Garden mô tả khoa học đầu tiên năm 1957.